# De l'usage du sextoy en temps de crise
Pour plus de détails, voir Fiche technique et Distribution.
De l'usage du sextoy en temps de crise est un film français réalisé par Éric Pittard, sorti en 2013.

## Fiche technique
- Titre : De l'usage du sextoy en temps de crise
- Réalisation : Éric Pittard
- Scénario : Éric Pittard
- Photographie : Sabine Lancelin
- Décors : Véronique Barnéoud
- Costumes : Johanna Lavorel
- Son : Olivier Schwob
- Musique : Yann Pittard
- Montage : Catherine Mabilat
- Production : ADR Productions - Paris-Brest Productions - Région Bretagne - SOFICA Cinémage 6
- Pays d'origine :  France
- Format : couleur - Noir et blanc - 35 mm
- Durée : 95 minutes
- Date de sortie : France, 22 mai 2013

## Distribution
- Marie Raynal
- Éric Pittard
- Jackie Berroyer
- Brigitte Sy
- Mireille Roussel